# Östergötlands runinskrifter 166
Östergötlands runinskrifter 166, Ög 166, är en runsten utanför Skänninge i Mjölby kommun. Stenen står rest vid hospitalskapellets ruin strax nordost om staden. Någon meter därifrån står Östergötlands runinskrifter N272. Ög 166 består av granit. Stenen har en gång blivit sönderslagen och en bit saknas. De återstående delarna har sammanfogats med cement.

## Translitterering
I translittererad form lyder texten:
bulti : auk : ulfR : ristu : stina : þisi [iftiR : þrunt auk :] farulf : bruþr sina
Avsnittet inom hakparentesen har tillhört den nu försvunna delen.

## Översättning
Översatt till nusvenska blir texten:
"Bolde och Ulv reste dessa stenar efter Trond och Farulv, sina bröder."